# Korazón Crudo
Sergio Rojas, más conocido como Korazón Crudo, es un vocalista de rap español.

## Biografía
Nació en Azuqueca de Henares, Guadalajara (Castilla-La Mancha, España). Su salto a la escena Hip-Hop fueron las varias maquetas que plublicó este Mc. La primera data de 1997 titulada "El Bboy del Korazon". Años después publicó en el 2000 una maqueta titulada "Que seria del equilibrio" y en el 2002 "Nadie que me Acompañe", 
Durante este tiempo acompañaba a Dnoe en sus directo como técnico y como corista, a la vez que realizaba sus conciertos como Korazón Crudo. En abril del 2004 junto a su Dj conocido como Cuginespectáculoo editan un vinilo grabado, mezclado y fabricado mediante su propia autogestión. Ese mismo año a finales del 2004 ficha por Zona Bruta y se le incluye en el recopilatorio editado por el mismo sello Más Que Hip Hop.
A partir de esa fecha Korazón Crudo se da a conocer en los medios de comunicación y prensa especializada gracias sobre todo al espectáculo El Quijote Hip Hop, de la mano de Frank T y compartiendo escenario junto a Zenit, Artes, Suso33, Zeta y El langui. 
En julio del 2005 Zona Bruta lanza su maxi de presentación que se mantuvo durante ese verano 5 semanas en la lista Afyve de maxisencillos más vendidos. 
A finales del 2006 lanza su LP de debut El Último Romántico.
En 2008 saca su último LP cuyo título es "El club de los hombres invisibles", con colaboraciones de Rayden, Ose, Nieto, Indika y Hammurabi.
En 2010 saca una maqueta llamada "Perro de nadie", con colaboraciones de Rph, Gt Castellano, Dj Yulian, Indika, King Peter y El Chojin, la maqueta se encuentra en casi todas las webs de HipHop de España especializadas en maquetas de rap, para su descarga gratuita.
Durante el 2013 y principios del 2014 se dispone a grabar el que será su tercer álbum de estudio, totalmente autogestionado y grabado en los estudios del Sr. Tcee. Este álbum verá la luz a finales del 2014 mediante micromecenazgo.

## Discografía
- "El Bboy del Korazon" (Maqueta) (1997)
- "Que seria del equilibrio" (Maqueta) (2000)
- "Nadie que me Acompañe" (Maqueta) (2002)
- "El chaval del extrarradio"(Maqueta) (2002)
- "Un amor, una vida dedicada" (Vinilo) (Autoeditado, 2004)
- "Un amor, una vida dedicada" (Maxi) (Zona Bruta, 2005)
- "El último Romántico" (LP) (Zona Bruta, 2006)
- "El Club de los Hombres Invisibles" (LP) (Zona Bruta, 2008)
- "Perro de nadie" (Maqueta) (2010)
- "Soul Survivor" (LP) (Autoeditado, 2014)
- "A bocajarro" (Street Album) (Autoeditado, 2018)

## Colaboraciones
- VV.AA. "Un Año De Reflexión" (2005)
- NomadaSquaD "Destellos De Fé" (2005)
- VV.AA. "Más que Hip Hop" (2005)
- VV.AA. "Angelface Promo 2005" (2005)
- Hammurabi "Penumbra" (2007)
- Xenon "Inconformes" (2010)
- nnievess - cantante  "Levántate" , " Filtro de realidad", "Tiro como sea" (Álbum: a bocajarro)(2018)

## Curiosidades
- El nombre artístico de Korazón Crudo proviene de:
- Corazón: lugar donde se ubican los sentimientos, los deseos y las pasiones.
- Crudo: estilo realista que choca con el convencionalismo.